# Кантрал (Илиноис)
Кантрал (енгл. Cantrall) град је у америчкој савезној држави Илиноис.

## Демографија
По попису из 2010. године број становника је 139, што је 0 (0,0%) становника више него 2000. године.
| Група             | 2000.       | 2010.       |
| Белци             | 138 (99,3%) | 129 (92,8%) |
| Афроамериканци    | 0 (0,0%)    | 0 (0,0%)    |
| Азијати           | 1 (0,7%)    | 0 (0,0%)    |
| Хиспаноамериканци | 0 (0,0%)    | 8 (5,8%)    |
| Укупно            | 139         | 139         |